# Piestewa Peak
Piestewa Peak (voorheen Squaw Peak) is een 795 meter hoge berg in de Amerikaanse staat Arizona. Het is de op een na hoogste berg in de Phoenix Mountains, Camelback Mountain is de hoogste. Het is de derde berg in Phoenix, Arizona. De berg  heeft op initiatief van gouverneur Janet Napolitano de nieuwe naam gekregen.

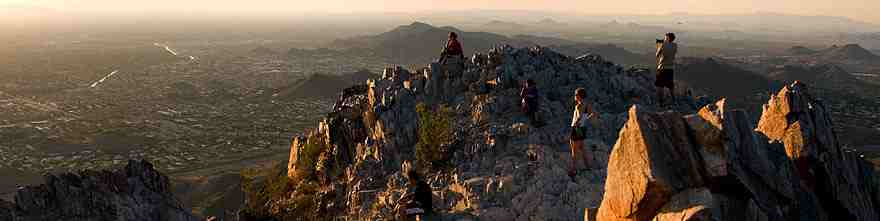
Piestewa Peak

## Naam
De huidige naam van de berg is een vernoeming naar Lori Ann Piestewa, een vrouwelijke soldaat van inheemse afkomst. Zij is als eerste vrouw en als eerste soldaat van inheemse afkomst gesneuveld in Irak. Piestewa is in Tuba City, Arizona, geboren op 14 december 1979 en gestorven op 23 maart 2003 in Irak. Het konvooi waar zij zich in bevond reed in een hinderlaag in Nasiriyah, nadat het een verkeerde afslag nam. Om Piestewa te herinneren en de nieuwe naam van de berg meer te benadrukken, staat op de top een bord gemaakt door Ty Pennington, Paul DiMeo en Tracy McQueen van het programma Extreme Makeover: Home Edition van de Amerikaanse zender ABC.
Op het bord staat, in het Engels: In memory of Lori Piestewa daughter, mother and warrior.
In het Nederlands: Ter nagedachtenis aan Lori Piestewa dochter, moeder en strijder.

## Natuurhistorie
Piestewa Peak is een relatief jonge landvorm. Het is ongeveer 14 miljoen jaar geleden gevormd uit veel ouder gesteente, merendeels uit schist.
De flora in dit gebied is typisch voor de lage Sonorawoestijn en bevat bijna alle soorten van de Arizona cactussen, zoals de saguaro, barrel, hedgehog, pincushion, jumping cholla (Cylindropuntia fulgida) en prickly pear. Bomen en kleurrijke struiken zoals de mesquite, ironwood trees, creosote, ocotillo, brittle bush en woestijn lavendel. Bloeiende planten komen in de vroege lente veel voor, ook de Mexicaanse gouden klaproos (diep geel), brittlebush (Encelia farinosa, geelkleurig), lupine (paars tinten), woestijn globemallow (oranje) en 'scorpionweed' (Phacelia, paars). Amsinckia en Lesquerella bloeien ook in sommige gebieden. Deze komen bij de vele soorten van bloeiende cactussen.
Reptielen en ander wild dat leeft in het reservaat zijn onder andere gilamonsters en de gewone chuckwallachuckwalla. Men kan ook ratelslangen tegenkomen. De zoogdierfauna bestaat uit coyotes, prairiehazen, grondeekhoorns en de grootoorkitvossen. Er zijn meer dan 54 soorten vogels, van de kalkoengier tot de spotlijster en verschillende vormen van uilen, haviken en sperwers.

## Wandelen
De Piestewa Peak Top Route (hoogtewinst is ruim 362 meter in 1,9 kilometer) wordt duizenden keren per week beklommen door mensen uit de buurt en bezoekers die een cardio-training, mooi uitzicht of een familie-uitje zoeken. Desondanks bereiken weinigen de top (of doen een serieuze poging daartoe) omdat het pad moeilijker is dan het lijkt, al helemaal in de zomer wanneer de temperatuur ruim boven de 40°C komt. Onderweg is geen water te vinden, hierdoor is uitdroging een veelvoorkomend en serieus probleem voor de wandelaars die onvoorbereid aan de beklimming beginnen.